# Platychirograpsus spectabilis
Platychirograpsus spectabilis is een krabbensoort uit de familie van de Glyptograpsidae. De wetenschappelijke naam van de soort is voor het eerst geldig gepubliceerd in 1896 door de Man.